# Grez-sur-Loing
Grez-sur-Loing – miejscowość i gmina we Francji, w regionie Île-de-France, w departamencie Sekwana i Marna.
Według danych na rok 1990 gminę zamieszkiwały 1104 osoby, a gęstość zaludnienia wynosiła 85 osób/km² (wśród 1287 gmin regionu Île-de-France Grez-sur-Loing plasuje się na 609. miejscu pod względem liczby ludności, natomiast pod względem powierzchni na miejscu 239.).